# Elisabetta Gualmini
Elisabetta Gualmini (ur. 17 maja 1968 w Modenie) – włoska politolog, nauczyciel akademicki, polityk i działaczka samorządowa, profesor na Uniwersytecie Bolońskim, posłanka do Parlamentu Europejskiego IX i X kadencji.

## Życiorys
Ukończyła nauki polityczne na Uniwersytecie Bolońskim (1991), po czym doktoryzowała się w tej dziedzinie. Pracowała jako wykładowczyni na Uniwersytecie Bocconiego (1996–1997), od 1998 zawodowo związana z macierzystą uczelnią, objęła na niej stanowisko profesora. W latach 2011–2015 była przewodniczącą fundacji naukowej Istituto Carlo Cattaneo. Została także publicystką dziennika „La Stampa”. Gościnnie wykładała m.in. na UC Berkeley i w London School of Economics. Autorka licznych publikacji książkowych.
W 2014 z rekomendacji Partii Demokratycznej weszła w skład władz regionu Emilia-Romania. Objęła stanowiska zastępcy prezydenta regionu oraz asesora do spraw polityki społecznej. W 2019 uzyskała mandat posłanki do Parlamentu Europejskiego IX kadencji. Z powodzeniem ubiegała się o reelekcję w wyborach w 2024.
Jej mężem został polityk i nauczyciel akademicki Salvatore Vassallo.